# Casa de Maroto
La Casa de Maroto (en castellà: Casa de Maroto ) és una família noble espanyola. La família va guanyar protagonisme pel seu extens servei militar, la sèrie de matrimonis reeixits i l'adquisició de diversos títols.

## Història
La Casa Maroto va ser fundada a Zamora durant el segle XVII a partir del matrimoni de Rafael Maroto i Grecia González. Entre els seus fills destaquen Rafael Maroto y González i Ramón Maroto y González.
Rafael Maroto y González va ser un capità militar que va exercir d'administrador del Visitador de Rentas de Lorca . El seu fill, Rafael Maroto Yserns, va ser un general espanyol, conegut tant per la seva participació al bàndol espanyol en les guerres d'independència a Sud-amèrica com al bàndol carlí a la Primera Guerra Carlina . El rei carlí Carles V li va concedir els títols de vescomte d'Elgueta i comte de Casa Maroto .

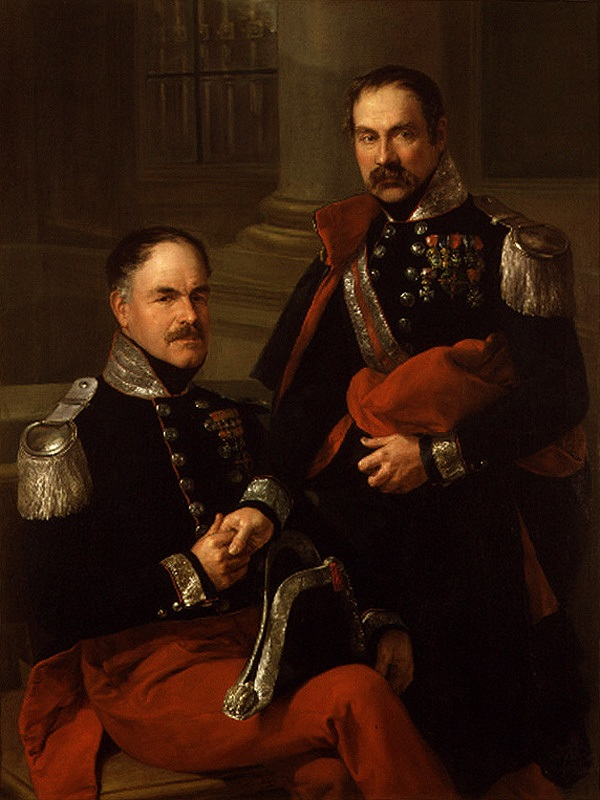
Retrat de Rafael Maroto al costat de Baldomero Espartero.

Ramón Maroto i González va ser tinent del regiment espanyol i va establir una branca de la família a Palma. Es casà amb María Francisca Villalonga i Ferrandell, 2a marquesa de Casa Ferrandell . El marquesat de Casa Ferrandell va ser posteriorment restablert l'any 1917 pel rei Alfons XIII a favor de Fernando González Valerio y González Maroto. El títol ha romàs des de llavors en la família i actualment l'ostenta Natalia Maroto de Mesa, vuitena marquesa de Casa Ferrandell .

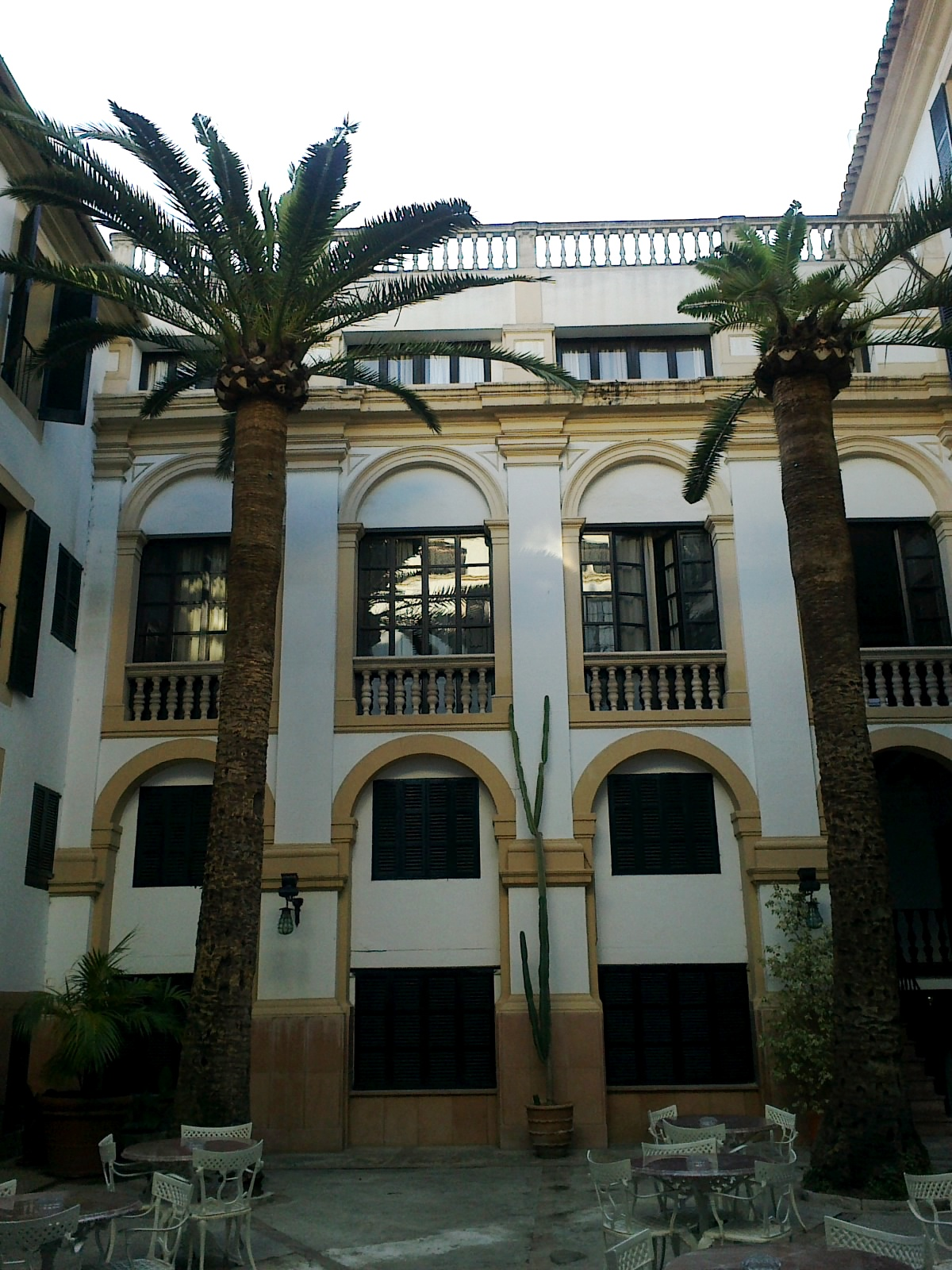
Palau del Marquès de Casa Ferrandell (Can Maroto) a Palma.

El 1891, el rei Alfons XIII va concedir el marquesat de Santo Domingo a Juan Maroto y Polo, que es va casar amb Lorenza Pérez del Pulgar i Fernández de Villavicencio, 8a marquesa de Pozoblanco . La parella va tenir tres fills, Francisco Maroto y Pérez del Pulgar, 2n marquès de Santo Domingo, Juan Maroto y Pérez del Pulgar, 9è marquès de Pozoblanco, i María Eulalia Maroto y Pérez del Pulgar.
María Eulalia Maroto y Pérez del Pulgar es va casar amb Ramón Colón de Carvajal i Hurtado de Mendoza, descendent de Cristòfor Colom . El seu segon fill, Cristóbal Colón de Carvajal y Maroto, 17è duc de Veragua, va ser un destacat oficial i estadista de la Marina espanyola. La filla de Juan Maroto y Pérez del Pulgar, Agustina Maroto y von Nagel, va heretar tant el marquesat de Santo Domingo com el marquesat de Pozoblanco .També va heretar de la seva tia, María Teresa Pérez del Pulgar y de Muguiro, el Marquesat de Salar, el Comtat de Clavijo, el Comtat de Belmonte de Tajo i el Comtat de Maseguilla .
Durant el segle xix , membres de la família van mantenir presència en la Capitania General de Cuba . Van ser membres destacats d'aquesta branca Francisco Ponce de León y Maroto, comte de Casa Ponce de León y Maroto, i Antonio Ponce de León y Maroto, marquès d'Aguas Claras.

## Membres notables
- Ramón Maroto y González, tinent del regiment espanyol .
- Rafael Maroto, general espanyol, vescomte d'Elgueta, comte de Casa Maroto, Gran Creu de l'Orde d'Isabel la Catòlica, cavaller de la Reial i Militar Orde de Sant Hermenegild .
- Francisco Maroto i Pérez del Pulgar, II Marquès de Santo Domingo, cavaller del Reial Cos Col·legiata de la Noblesa de Madrid i de la Reial Germandat de Nobles Cavallers de Nostra Senyora del Portillo de Saragossa.[9]
- Juan Maroto y Pérez del Pulgar, IX Marquès de Pozoblanco, Capità dels Gentilhombres de cámara con ejercicio.[9]
- Juan Francisco Martínez de las Rivas y Maroto, XII Marquès de Salar.[9]
- Agustina Maroto y von Nagel, XII Marquesa de Salar, XI Comtessa de Clavijo, Comtessa de Belmonte de Tajo, Marquesa de Pozoblanco, Comtessa de Maseguilla, III Marquesa de Santo Domingo i Grande d'Espanya .[9]
- Cristóbal Colón de Carvajal y Maroto, 17è duc de Veragua, 16è duc de la Vega, marquès d'Aguilafuente, marquès de Jamaica, 19è almirall de la Mar Océana, Adelantado de les Índies, dues vegades Gran d'Espanya i cavaller de l'orde de Santiago.[15]
- Juan Maroto y Polo, I marquès de Santo Domingo, i Majordomo de semana del rei Alfons XIII .[16]
- Fernando González Valerio i González Maroto, III Marquès de Casa Ferrandell, i Gran d'Espanya .
- Ramón Maroto y Moxó, IV Marquès de Casa Ferrandell, i Gran d'Espanya .[9]
- Manuel Maroto y Coll, V Marquès de Casa Ferrandell, i Gran d'Espanya .[9]
- Maria Victoria Maroto y de Mesa, VI Marquesa de Casa Ferrandell, i Grana d'Espanya .[9]
- Ramón Maroto Cotoner, VII Marquès de Casa Ferrandell, i Gran d'Espanya .[9]
- Natalia Maroto de Mesa, VIII Marquesa de Casa Ferrandell i Grana d'Espanya .[9]
- Ignacio de Palacio y Maroto, II Marquès de Llano de San Javier, IV Comte d'Almenas.[9][17]
- Antonio Ponce de León y Maroto, I Marquès d'Aguas Claras.[9]
- Doctor Francisco José de Jesús Cipriano Ponce de León y Maroto, Ortiz y Montaña, I Comte de Casa Ponce de León y Maroto.[9]